# Undisputed Attitude
Undisputed Attitude è un album di cover del gruppo musicale statunitense Slayer, pubblicato il 28 maggio 1996 dalla American Recordings.

## Il disco
Il gruppo esegue brani di vari gruppi, perlopiù hardcore punk e punk metal come D.R.I., Verbal Abuse e Minor Threat. Dopo la registrazione del disco Paul Bostaph si dedicò al suo progetto di breve durata The Truth About Seafood, lasciando il posto a Jon Dette (ex-Testament ed Evil Dead), che suonerà con gli Slayer all'Ozzfest del 1996, oltre ad apparire nel videoclip dell'unico estratto I Hate You.
Inizialmente, l'album doveva contenere cover hard rock e heavy metal di gruppi che influenzarono la band come Judas Priest, UFO e Deep Purple ma alla fine si decise di suonare brani punk. Tom Araya avrebbe voluto anche inserire cover dei The Doors, uno dei suoi gruppi preferiti, come When the Music's Over e Five to One.
Il produttore Rick Rubin pensò anche all'incisione di una cover di Rise Above dei Black Flag ma l'idea fu scartata poiché il gruppo non sapeva come arrangiare le musiche. Ddamm (acronimo di Drunk Drivers Against Mad Mothers) e Can't Stand You furono scritte da Hanneman per i Pap Smear, un progetto parallelo da lui fondato nel 1984 assieme a Dave Lombardo e Rocky George dei Suicidal Tendencies che non arrivò mai ad incidere materiale discografico. Ciò è dovuto al fatto che Rubin consigliò di terminare l'attività di complesso perché avrebbe minato la stabilità dei loro gruppi e alla fine Hanneman acconsentì alla sua proposta.
La cover dei The Stooges, I'm Gonna Be Your God, è, in realtà, intitolata I Wanna Be Your Dog. Gemini (assieme a Ddamm e Can't Stand You) è l'unico brano inedito della band, scritto da King e Araya.

## Tracce
1. Disintegration/Free Money – 1:41 (Eric "Joie" Mastrokolas, Brett Dodwell, Roy Hansen) – originariamente interpretata dai Verbal Abuse
2. Verbal Abuse/Leeches – 1:58 (Eric "Joie" Mastrokolas, Brett Dodwell, Roy Hansen) – originariamente interpretata dai Verbal Abuse
3. Abolish Government/Superficial Love – 1:48 (Jack Grisham, Todd Barnes, Ron Emory, Mike Roche) – originariamente interpretata dai T.S.O.L.
4. Can't Stand You – 1:27 (Jeff Hanneman)
5. Ddamm – 1:01 (Jeff Hanneman)
6. Guilty of Being White – 1:07 (Ian MacKaye, Jeff Nelson, Lyle Preslar, Brian Baker) – originariamente interpretata dai Minor Threat
7. I Hate You – 2:16 (Eric "Joie" Mastrokolas, Brett Dodwell, Roy Hansen) – originariamente interpretata dai Verbal Abuse
8. Filler/I Don't Want to Hear It – 2:28 (Ian MacKaye, Jeff Nelson, Lyle Preslar, Brian Baker) – originariamente interpretata dai Minor Threat
9. Spiritual Law – 3:00 (Casey Royer, Fred Traccone, Rikk Agnew, Alfonso Agnew, John Calabro, John Wilson Knight) – originariamente interpretata dai D.I.
10. Sick Boy – 2:13 (Colin Abrahall, Colin Blyth, Ross Lomas, Andrew Williams) – originariamente interpretata dai G.B.H.; presente nell'edizione europea
11. Mr. Freeze – 2:24 (Kyle Toucher) – originariamente interpretata dai Dr. Know
12. Violent Pacification – 2:38 (Kurt Brecht, Spike Cassidy) – originariamente interpretata dai D.R.I.
13. Memories of Tomorrow – 0:54 (Mike Muir, Louiche Mayorga) – originariamente interpretata da Suicidal Tendencies; presente nell'edizione giapponese
14. Richard Hung Himself – 3:22 (Casey Royer, Fred Traccone) – originariamente interpretata dai D.I.
15. I'm Gonna Be Your God – 2:58 (David Alexander, Scott Asheton, Ron Asheton, James Osterberg) – originariamente interpretata dai The Stooges
16. Gemini – 4:53 (testo: Tom Araya – musica: Kerry King)

## Formazione
- Tom Araya – voce, basso
- Kerry King – chitarra
- Jeff Hanneman – chitarra
- Paul Bostaph – batteria